# Токугава, Иэмаса
Токугава Иэмаса (яп. 徳川 家正, 23 марта 1884 — 18 февраля 1963) — крупный японский аристократ и политический деятель, 17-й глава рода Токугава (1940—1963), последний (8-й) председатель палаты пэров (1946—1947).

## Биография
Токугава Иэмаса родился в японской столице Токио. Старший сын 16-го главы рода Токугава, князя Токугавы Иэсато (1863—1940).
В 1909 году Токугава Иэмаса окончил юридический факультет императорского университета в Токио и в том же году получил пост в дипломатическом корпусе МИД Японии. В 1924 году был назначен генеральным консулом в Сиднее (Австралия). В 1929-1936 годах — посланник Японии в Канаде, в 1937-1939 годах — посол Японии в Турции.
В 1940 году после смерти своего отца Токугава Иэмаса унаследовал княжеский титул (яп. 徳川公, косяку) и вошел в состав палаты пэров японского парламента. В июне 1946 года он был избран последним председателем палаты пэров. В мае 1947 года после принятия новой японской конституции палата пэров была ликвидирована, и Токугава Иэмаса лишился должности председателя высшей палаты.
18 февраля 1963 года 78-летний Токугава Иэмаса скончался в своём доме в Сибуя, районе Токио. Был посмертно награждён Орденом Восходящего Солнца, 1 класса. Похоронен на кладбище Янака в Токио.
После смерти Токугавы Иэмасы 18-м главой рода Токугава стал его внук Токугава Цунэнари (род. 1940).